# Nokia Lumia 920
Il Nokia Lumia 920 (IPA: [nɑkiə.lʊmɪɑ.naɪn.twentɪ]) è uno smartphone di fascia alta prodotto da Nokia che fa parte della serie Lumia.

## Storia
Il Nokia Lumia 920 è stato presentato il 5 settembre 2012 al Nokia World 2012 a New York.

## Dettagli
Disponibile in sei colori (giallo, rosso, bianco, grigio, nero e ciano) e dotato di un processore Qualcomm Snapdragon S4 da 1.5 Ghz dual core affiancato dal processore grafico GPU Adreno 225, è il primo della serie Lumia a montare Windows Phone 8 come OS. Ha due fotocamere: quella principale (caratterizzata dalla presenza della tecnologia PureView, dall'ottica Carl Zeiss, dello stabilizzatore ottico dell'immagine e dal sensore BSI) scatta fotografie a 8.7 megapixel, mentre quella frontale è da 1.2 MP. Il terminale ha ottenuto la certificazione del Bluetooth 4.0. Il prezzo di lancio era stato fissato a 599€.
Nokia Lumia 920 viene commercializzato anche con delle app sviluppate da Nokia come HERE Maps per utilizzare le mappe anche in modalità offline, HERE Drive, HERE Transport, HERE City Lens, Creazione Suoneria, Foto Effetto Cinema, etc.
È inoltre presente MixRadio per l'ascolto in streaming illimitato di playlist musicali gratuite.
La famiglia di smartphone Nokia Lumia permette di visualizzare, modificare, creare e condividere senza problemi i documenti di Microsoft Office. Sono disponibili gratuitamente e già preinstallati sul Lumia 920 i programmi Word, Excel, PowerPoint. Presente inoltre uno dei migliori client email per smartphone, i calendari condivisi con Microsoft for Exchange e OneNote per gestire al meglio gli appunti.
Grazie a Windows Phone 8 è possibile personalizzare al massimo il Nokia Lumia 920, organizzando le applicazioni da avere nella schermata iniziale grazie alle Live Tiles, con cui è possibile ricevere informazioni in tempo reale dalle applicazioni installate.
Presenti inoltre filtri digitali per rendere l'esperienza multimediale più coinvolgente. Smart Shoot è la funzionalità che permette di fare più scatti con un solo clic e di modificare le immagini per avere la foto perfetta. La modalità Panorama permette invece di scattare foto in modalità panoramica, particolarmente utile per i paesaggi.

## Novità introdotte
- PureView — tecnologia che consente di scattare fotografie e girare video (con stabilizzatore ottico Hardware) con un'ottima qualità.
- PureMotion HD+ — tecnologia che rende il touch dello smartphone estremamente sensibile e veloce.
- Super Sensitive Touch — tecnologia che aumenta la sensibilità dello schermo al tocco.
- Audio Dolby Digital — tecnologia che migliora l'esperienza audio creando un suono con più canali rispetto al normale stereo.
- Wireless charging Qi — modalità di ricarica per mezzo dell'induzione elettromagnetica.
- Nokia City Lens — applicazione che sfrutta la fotocamera per la realtà aumentata.

## Caratteristiche e applicazioni
- Super Sensitive Touch per utilizzare lo smartphone Nokia Lumia 920 anche con guanti e con unghie.
- ClearBlack Display che ne permette l'utilizzo anche sotto la luce diretta del sole.
- Fotocamera posteriore di 8,7 megapixel con autofocus, Dual Flash LED e lenti digitali Nokia per donare effetti particolari alle foto.
- Ampio display da 4,5 pollici.

Molte sono inoltre le applicazioni sviluppate da Nokia:
- HERE Maps sviluppata da Nokia che permette l'utilizzo delle mappe anche in modalità offline.
- Foto Effetto Cinema che aggiunge movimenti alle immagini statiche.
- Nokia Musica con Mix Radio che permette di ascoltare e scaricare gratuitamente oltre 150 mix playlist già disponibili oppure di crearne di personalizzate.
- Smart Shoot, che consente di creare la foto di gruppo perfetta, catturando immagini multiple e selezionando le migliori espressioni del viso.
- PhotoBeamer con cui è possibile far diventare il proprio Lumia un proiettore portatile.[5]
- Nokia Place Tag per far diventare le proprie immagini delle cartoline elettroniche con informazioni quali meteo o luogo.
- Creazione Suoneria per personalizzare la suoneria del proprio smartphone.[6]

## Caratteristiche tecniche[7]

### Display
Tipologia: LCD IPS con tecnologia True HD+ e Super Sensitive Touch per utilizzare lo smartphone anche con i guanti e vetro super resistente Gorilla Glass, multi-touch capacitivo.

Dimensioni: 4,5"

Risoluzione: 1280 x 768
Pixel per pollice: 334 ppi
Caratteristiche schermo: PureMotion HD+, ClearBlack Display per neri più profondi e una migliore visualizzazione dello schermo anche sotto la luce diretta del sole, Controllo automatico della luminosità per il risparmio energetico, Sensore di orientamento, Modalità alta luminosità, Velocità di aggiornamento 60 Hz, Vetro Corning® Gorilla®, Display Nokia Glance, Profilo cromatico Lumia, Angolo di visualizzazione ampio, Leggibilità alla luce solare potenziata

### Fotocamera
Dimensione sensore fotocamera principale: 8,7 MP PureView con Flash Dual LED

Videocamera secondaria: Registrazione video, Acquisizione immagini fisse, Videochiamata, Grandangolo HD da 1,2 MP

## La variante Verizon: Nokia Lumia 928
Il 10 maggio 2013 Nokia presenta una variante del Lumia 920, il Nokia Lumia 928, disponibile esclusivamente negli Stati Uniti con l'operatore Verizon.
Il terminale introduce l'utilizzo dell'alluminio nella scocca, un display OLED e aggiunge un flash allo xeno alla stessa fotocamera PureView da 8,7 mpx; la massa viene leggermente ridotta.
Nello stesso mese ne viene iniziata la commercializzazione; mentre qualche giorno più tardi viene presentata una rivisitazione più ampia e significativa del Lumia 920, il Nokia Lumia 925.

## Problemi segnalati
- Il dispositivo si riavvia durante l'uso. Nokia è già a conoscenza di questo problema e sta lavorando alla soluzione, che sarà pubblicata come aggiornamento software. Problema risolto con aggiornamenti firmware Nokia Black.[9]
- La batteria si esaurisce rapidamente e il telefono si surriscalda.[10] Aloysius Low CNET Asia non aveva mai visto un telefono che ha scaricato la batteria così velocemente rispetto ad altri smartphone, applicando lo stesso modo d'utilizzo. Anche questi problemi risolti con aggiornamenti firmware.[11]